# 第5號交響曲 (柴可夫斯基)
E小调第5號交響曲，作品64，是俄國作曲家彼得·柴可夫斯基的作品。創作於1888年5月至8月期間。同年11月17日於圣彼得堡作首演，由作曲家親自指揮。

## 背景

### 創作歷程
1888年1月起，柴可夫斯基以指揮家身份在西歐作巡迴演出，來到德國漢堡，並認識了漢堡愛樂協會的總裁希奧多·亞威-拉雷門。拉雷門是一位極度執著於傳統音樂模式（尤其是尊崇自己德意志的音樂）的學者。他希望柴可夫斯基可以定居於此，不過被柴可夫斯基婉拒他的邀請。另一方面，柴可夫斯基卻於這段時期創作出本曲，藉此向拉雷門等一類的傳統派學者證明，他能寫出一首能滿足傳統派要求的交響曲。後來他在給贊助人梅克夫人的信中亦指出：「我力求令此曲盡善盡美。」
1888年4月，結束巡迴的柴可夫斯基回到俄國，遷居弗婁羅弗斯哥耶，在森林美景吸引下，開始寫作第5號交響曲，不過一開始的過程並不順遂，作曲家正處於自我懷疑的情緒中：
現在我將全力的工作，我熱切地渴望不只向朋友們，也向自己證明我還未死去，我的內心裡有一小部分存在著自我懷疑，因而產生這個問題：是否該停止了？我是否一直太執著於自己的幻想？是否靈感已經枯竭了，終究這是必定會發生的事，如果命中注定我還會活著十年，那麼為何還不明白已經是該放下武器的時候呢？:64
此外，日前摯友及姪女的過世，也引發了這時柴可夫斯基對人生意義的深思與探問，這點被認為與此曲的「命運」主題有關。:717月，柴可夫斯基完成了全部的草稿，繼而在8月26日完成全曲所有的配器。

### 首演
1888年11月17日（儒略曆11月5日），聖彼得堡，柴可夫斯基指揮。當晚的曲目皆是柴氏作品，尚有：第2號鋼琴協奏曲（作品44），義大利隨想曲（作品45），以及改編自赫爾曼·拉羅克作品的一首幻想序曲。聽眾對此次演出寄予好評，但柴氏本人不甚滿意：
我的交響樂在聖彼得堡演奏了兩次，在布拉格演奏了一次，我所得到的結論是：這部作品失敗了。在這裡面有一些使人厭惡的東西，一些過度誇張了的色彩，以及一些的虛偽杜撰的東西──這是聽眾可以直覺的辨別出來的。很明顯的，我所贏得的歡呼不是對這部作品而發的，乃是對我其他作品發的，我覺得這部交響樂永遠不會使聽眾中意。所有這一切在我的心中引起了深刻的不滿。可能是像人家所說的我已把自己寫了出來，什麼也不剩，留下給我自己的只有重複和模仿的寫法。⋯⋯（1888年12月致梅克夫人信）
與聽眾的正面意見不同，樂評對第5號交響曲並不感滿意。五人組的策扎尔·居伊便表示，「第5號交響曲並非獨創性的作品，且缺乏理想。其聲響的優勢效果遠超過音樂性。」
之後，繼續在聖彼得堡（11月24日）布拉格（11月30日）、莫斯科（1888年12月22日）、漢堡（1889年3月15日）等地演出，所獲得的評價相對溫和許多，尤其漢堡的成功演出使他的名聲更加遠播。此外，20世紀指揮家尼基施·阿图尔對這首作品的積極推廣，進一步奠定了作品的地位。

### 出版
尤根森（P. Jurgenson）出版社，1888年

## 分析
本曲和第4號交響曲有相近的地方。兩曲都環繞著一個共同的主題，然而不同的是，本曲的共同主題，可以在四個樂章都找到。同樣的寫作手法，在兩年前完成的《曼費德交響曲》已經採用過，此手法乃是受到白遼士以及李斯特之影響。音樂學者傑拉德·亞伯拉罕指出，這一共同主題來自葛令卡的歌劇《沙皇的一生》中的一個選段。在第一樂章出現時，像是一首葬禮進行曲，但慢慢轉化成為最後一個樂章中帶勝利氣氛的進行曲。作曲家認為本曲有一個特定的主題：“聽天由命”（providence）。從作曲家1888年4月15日的個人筆記中，有過這樣的描述：
命運是注定的。無論你覺得是無可奈何地接受又好，或是覺得不可思議的都好，其實［兩者］都是相同的。
固此，共同主題不斷的轉變，正是表達了作曲家在“聽天由命”的理念下，表達出樂觀的性格，這和他及後的第6號交響曲所表達很不相同。而對照他在創作期間不甚正面的際遇（見前文），我們可以說，這時的柴可夫斯基選擇了暫時擁抱樂觀，不向「命運」低頭。
本交響曲共分為四個樂章，演奏時間約為45分鐘。

### 配器
| - 木管 - 長笛：3（第三部長笛兼任短笛） - 雙簧管：2 - 單簧管：2 - 低音管：2 | - 銅管 - 法國號：4 - 小號：2 - 長號：3 - 低音號 | - 定音鼓 | - 弦樂器 |

依照工具書《管弦樂作品手冊》指示，上述之配器可簡記為"*3 2 2 2—4 2 3 1—tmp—str"。
本曲的配器繼承第4號交響曲的特色，包括弦樂經常以同度或八度齊奏，管樂以各種節奏做陪襯。當中弦樂器的音域跨度甚大，管樂方面除法國號掌握中間聲部之外，低音樂器的色彩也為其所喜。柴可夫斯基筆下的和弦與聲部密集程度有時呈現反比，他會將音域狹窄的和弦配以全樂隊合奏，也可能在鬆散的和弦上放棄一些聲部。

### 結構
第一樂章
行板（Andante）－富生氣的快板（Allegro con anima）
第一主題（第42小節起）可能是以一首波蘭民謠為基礎，由低音管與單簧管吹奏，其配器選擇與色彩皆反映了柴氏一貫的手法。D大調的次要主題（第170小節）由小提琴演奏，富於歌唱性與表達性。
第二樂章
稍自由的、如歌的行板（Andante cantabile, con alcuna licenza）—富生氣的中板（Moderato con anima）—稍為快的行板（Andante mosso） —不太過份的快板（Allegro non troppo）
第一主題便是著名的法國號獨奏片段，充分展現其溫暖卻又鬱暗的音質。
第三樂章
圓舞曲：中等的快板（Allegro moderato）
典型的悲劇圓舞曲。有關此樂章第一主題，柴可夫斯基曾表示：「在義大利佛羅倫斯聽到街坊間的一闕旋律而作了《六首歌曲》（指作品38），其中第六首名為『紫色小野花』是由此曲調而來。」（1878年3月20日致梅克信）
第四樂章
終曲：莊嚴的行板（Andante maestoso）—活潑的快板（Allegro vivace）—更活潑（Molto vivace）—中板甚為莊嚴的中板（Moderato assai e molto maestoso）—急板（Presto）
第二主題脫自第二樂章之法國號主題。

## 外部連結
- 柴可夫斯基第5號交響曲：国际乐谱典藏计划上的乐谱
- 柴可夫斯基研究專網的作品頁面 （页面存档备份，存于）（英文）
- 香港管弦樂團樂曲介紹（2009年11月21-22日音樂會），p. 16-19